# Soldatenfriedhof Böddeken

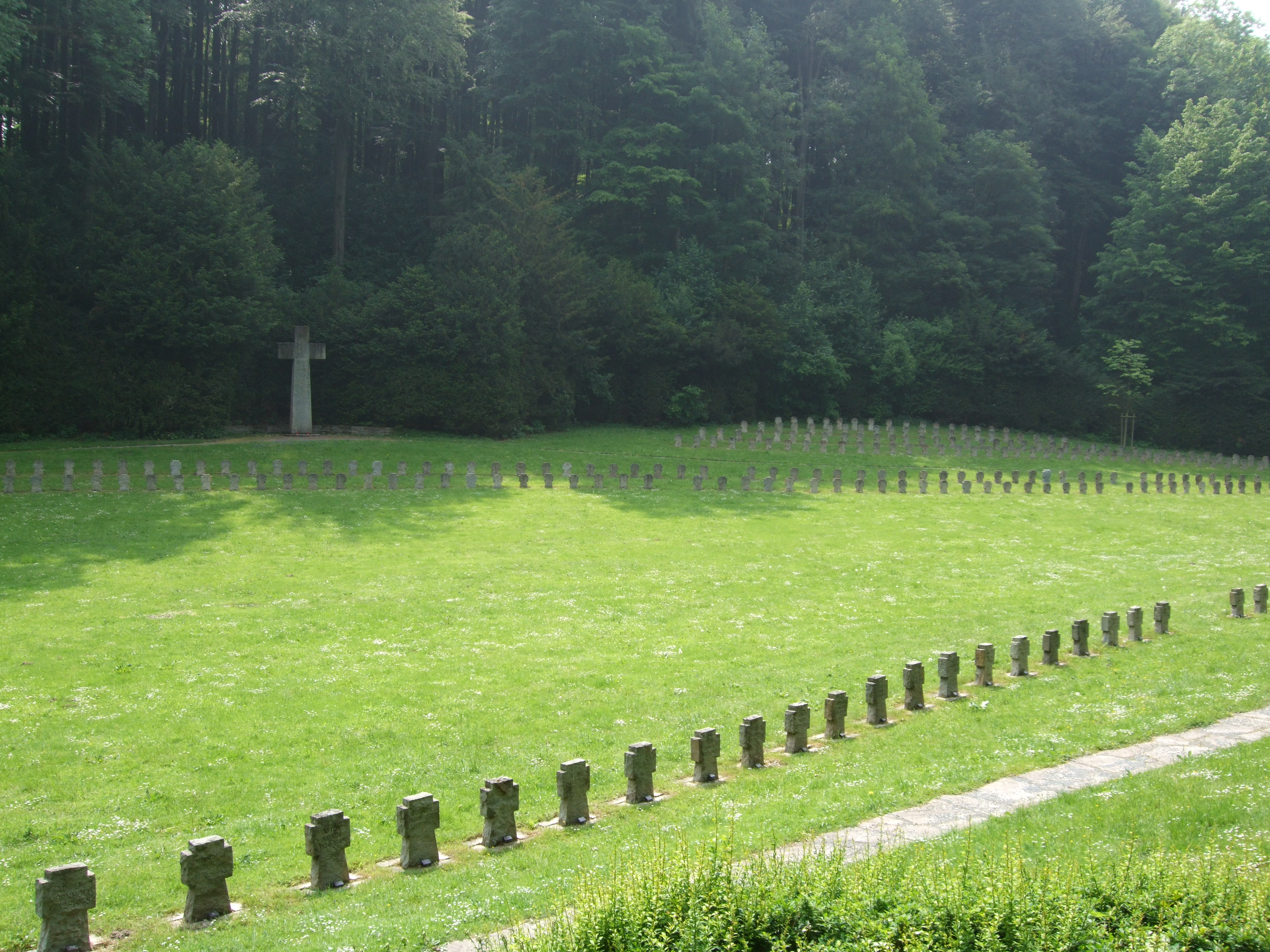
Soldatengräber Südostseite

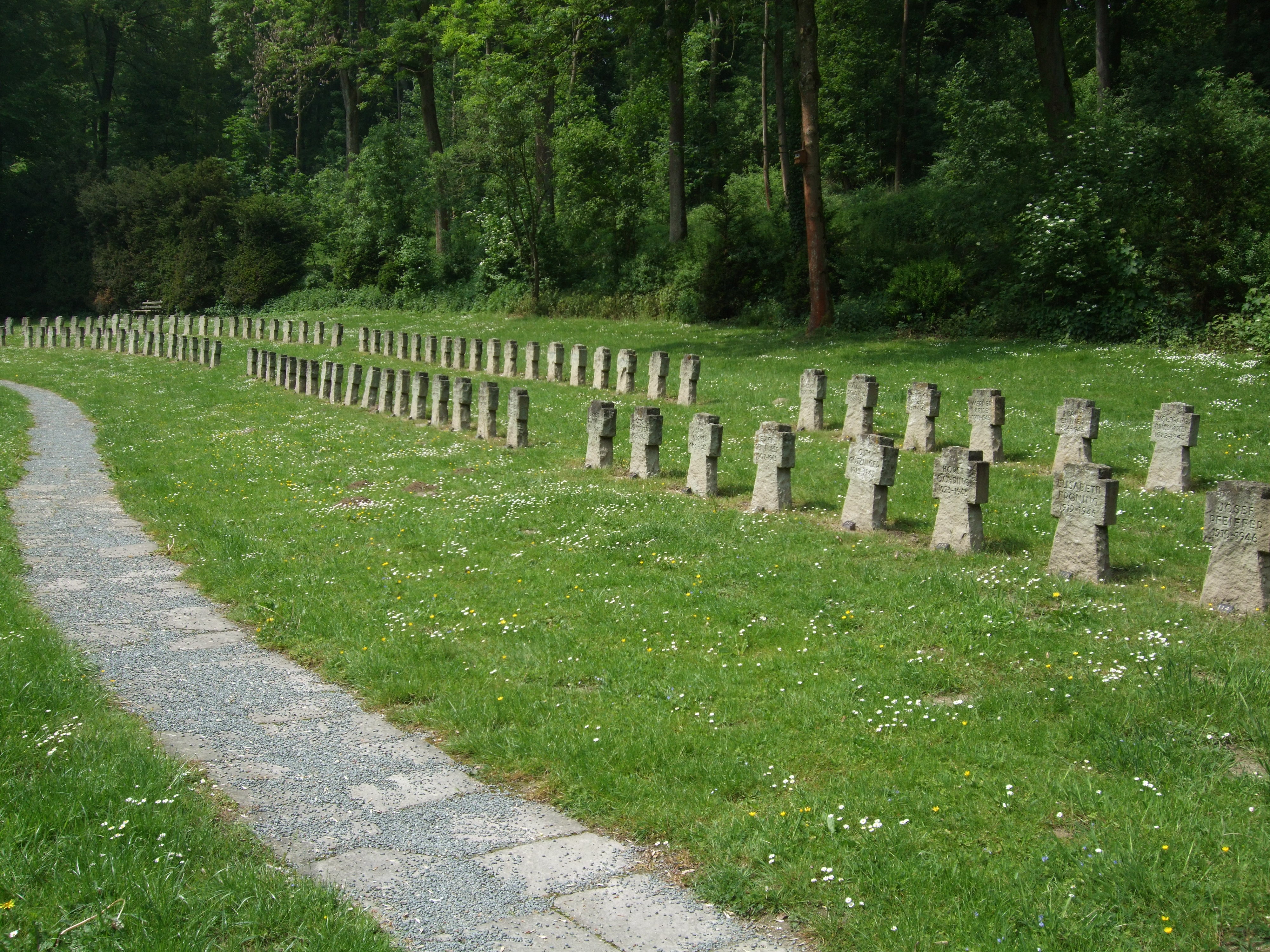
Soldatengräber Nordwestseite

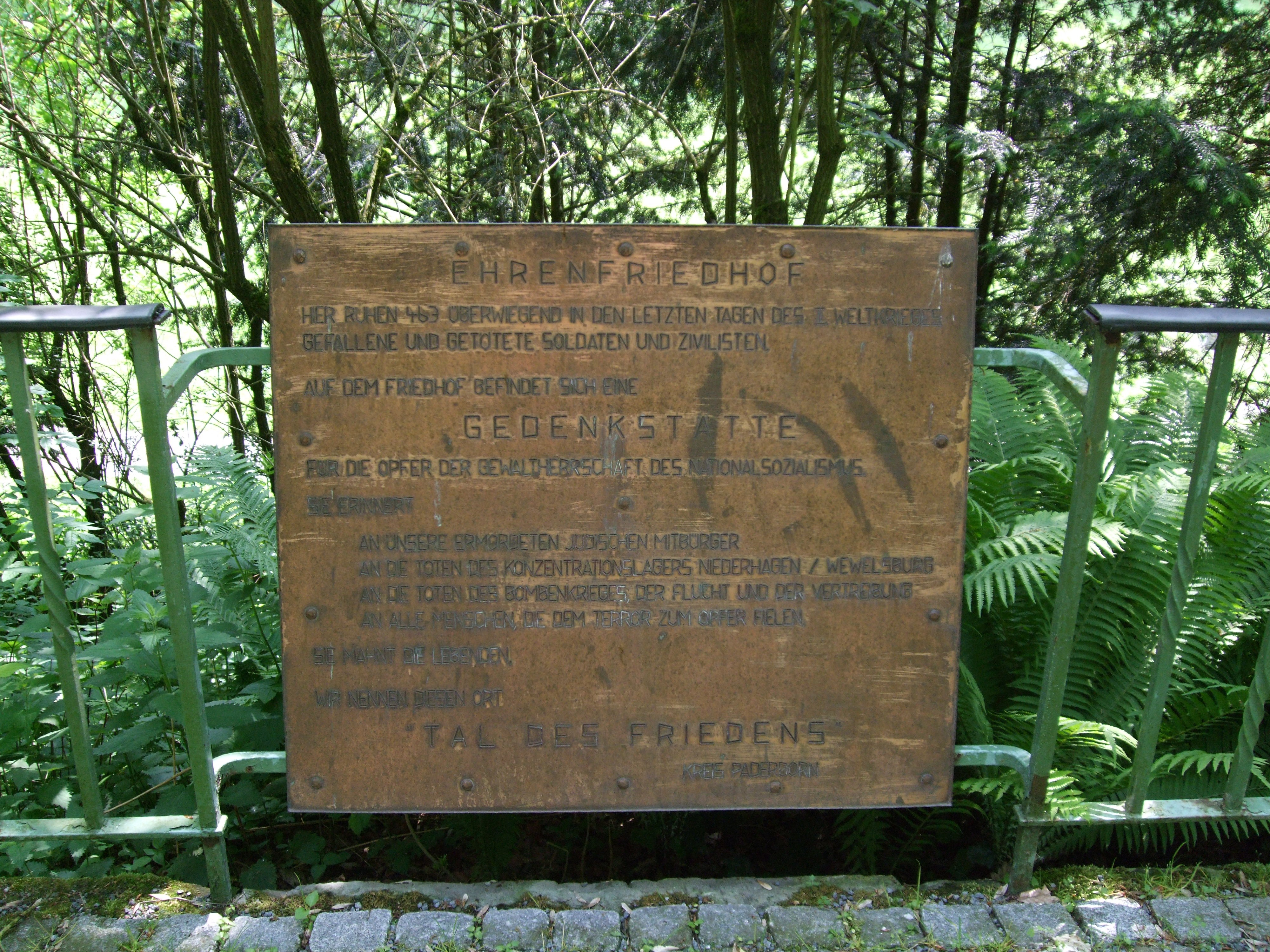
Gedenkstein

Der Soldatenfriedhof Böddeken ist ein Soldatenfriedhof in der ostwestfälischen Stadt Büren in Nordrhein-Westfalen.
Der Friedhof liegt im „Tal des Friedens“ südwestlich der Meinolfuskapelle im Ortsteil Wewelsburg. Die Wewelsburg ist vier Kilometer in nordwestliche Richtung entfernt.
Anfang 1945, gegen Ende des Zweiten Weltkrieges, kam es in diesem Bereich zu kurzen schweren Kämpfen zwischen Truppen der Wehrmacht, Volkssturm und Waffen-SS auf der einen Seite und der US-Army. Die deutschen Truppen versuchten hier die Schließung des Ruhrkessels zu verhindern.
Eingeweiht wurde der Friedhof im August 1953 auf Initiative des Volksbunds Deutsche Kriegsgräberfürsorge. Bestattet sind hier 472 gefallene Soldaten, die zum Teil von anderen Friedhöfen umgebettet worden waren. Andere wurden aus Gräbern außerhalb von Friedhöfen umgebettet, wo sie Anfang 1945 begraben wurden. Bei der Exhumierungen konnten viele bislang unbekannte Tote identifiziert werden. Unter den Toten befinden sich auch drei Niederländer, welche Angehörige der Waffen-SS waren. Auch 13 Tote des Ersten Weltkrieges liegen auf dem Friedhof. Das Tal wurde in „Tal des Friedens“ umbenannt.
Am 1. November 1978 wurde in der Gedenkstätte auch ein Mahnmal für die Opfer des Nationalsozialismus und des Krieges eingeweiht. In Wewelsburg kamen viele Menschen im KZ Niederhagen ums Leben. Deshalb wird dieses Mahnmal des Bildhauers Josef Rikus aus Paderborn auch als Wewelsburg-Mahnmal bezeichnet. Das Mahnmal besteht aus fünf Steinen aus Anröchter Dolomit. Der erste Stein trägt die Aufschrift „Zum Gedenken an die Opfer von Krieg und Gewaltherrschaft“. Mit den anderen Steinen wird der Opfer der sogenannten Reichskristallnacht, der Flucht und Vertreibung, des Bombenkrieges und der Konzentrationslager gedacht.